# Trần Văn Hữu
Trần Văn Hữu, né le 9 mars 1896 dans la province de Vĩnh Long et mort le 17 janvier 1984 dans le 5e arrondissement de Paris, est un homme politique vietnamien, chef du gouvernement de la Cochinchine de 1948 à 1949, puis président du Conseil des ministres de l'État du Viêt Nam de 1950 à 1952.

## Biographie
Issu d'une famille de la bourgeoisie cochinchinoise, Trần Văn Hữu suit des études d'ingénieur agronome et travaille dans les années 1920 au département de l'agriculture de l'Indochine française. Il effectue de nombreuses acquisitions de terres et devient un riche propriétaire, prenant par ailleurs la nationalité française. Il travaille également au Crédit foncier de l'Indochine, où il exerce des fonctions d'inspecteur.
Francophile et monarchiste, il devient en mai 1948 chef du gouvernement de la Cochinchine - qui porte alors le nom officiel de Gouvernement provisoire du Sud Viêt Nam - lorsque Nguyễn Văn Xuân quitte son poste pour prendre la tête du Gouvernement central provisoire du Viêt Nam. Mais le gouvernement de Trần Văn Hữu, censé n'être qu'une étape en vue de la réunification du Viêt Nam, dure plus d'un an, les milieux coloniaux et autonomistes cochinchinois bloquant le processus. Ce n'est qu'en juin 1949 que la Cochinchine peut enfin être réunifiée au reste du pays ; l'ancien empereur Bảo Đại prend le mois suivant ses fonctions en tant que chef de l'État du Viêt Nam.
Soutien de Bảo Đại, Trần Văn Hữu remplace en avril 1949 Nguyễn Phan Long, jugé trop américanophile et ambigu vis-à-vis des communistes du Việt Minh. Trần Văn Hữu forme alors un cabinet de sudistes, avec le renfort de l'« homme à poigne » Nguyễn Văn Tâm, chef de la Sûreté générale puis ministre de l'Intérieur. Trần Văn Hữu cumule par ailleurs son poste de chef du gouvernement avec le portefeuille de la défense et celui des affaires étrangères.
Le chef du gouvernement vietnamien se fait l'avocat d'une réelle indépendance de son pays, seul moyen à ses yeux de mettre un terme à la guerre d'Indochine. Il doit parallèlement gérer à la fois l'opposition armée des communistes et le renforcement de l'Armée nationale vietnamienne, que le Haut-commissaire Jean de Lattre de Tassigny entreprend pour « vietnamiser » le conflit. En juin 1952, Bảo Đại et les Français jugeant nécessaire de confier le gouvernement à un spécialiste de la répression, il est remplacé par Nguyễn Văn Tâm.
En 1955, alors que Ngô Đình Diệm prend le pouvoir, Trần Văn Hữu part pour la France où il meurt vingt-neuf ans plus tard.